# 阿瓦纳德斯
阿瓦纳德斯，是西班牙卡斯蒂利亚-拉曼恰瓜达拉哈拉省的一个市镇。总面积36平方公里，总人口114人（2001年），人口密度3人/平方公里。